# Romallis Ellis
Romallis Ellis, född den 16 december 1965 i Atlanta, Georgia, är en amerikansk boxare som tog OS-brons i lättviktsboxning 1988 i Seoul. I semifinalen förlorade han med 0-5 mot östtysken Andreas Zülow och fick därmed bronsmedalj.